# 北東アジア学生ラウンドテーブル

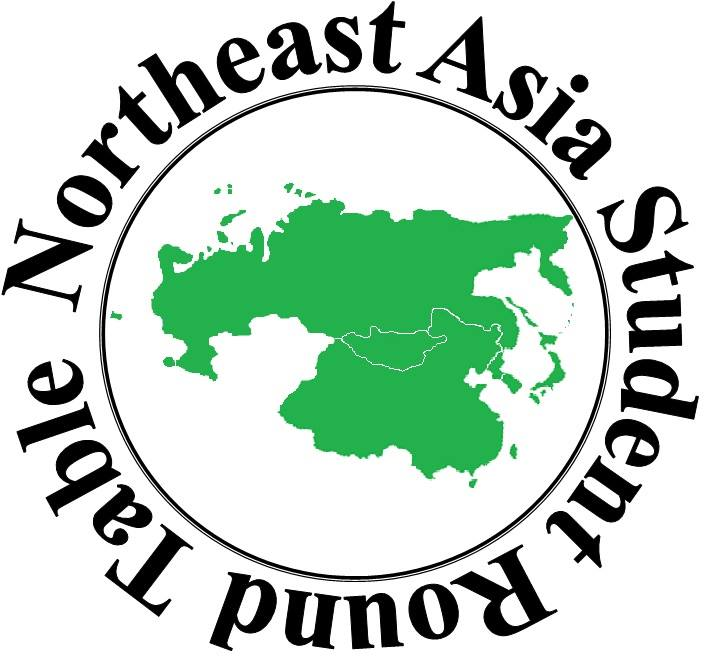
SRTロゴ

北東アジア学生ラウンドテーブル（英: Northeast Asia Student Round Table、略称：SRT）とは、国際教養大学の学生団体の1つ。学生が集まり、円卓に着いて議論することから、「Student Round Table」という名前がついている。SRTでは、「各国学生間の相互理解を達成すること」「活動の成果を地域社会に発信し、地域の国際化に寄与すること」「団体のネットワークを維持・拡大すること」の3つを活動目的とし、北東アジア諸国・地域の学生を集め国際会議を自ら企画・運営し開催している。他にも月に1度、学内の留学生と共に国際的な諸問題について議論する場や、定期的な勉強会を設けることで、3つの活動目的の達成、さらにはメンバーの自己研鑽の機会を提供することを目指している。

## 成り立ち
学生主体のサークルであるSRTは、2007年に秋田県の国際教養大学に設立された。SRTは、日本、韓国、中国、台湾、モンゴル、ロシアを含む北東アジアの学生が、率直な意見交換を通し、お互いに信頼関係の基盤を作ることを目的としている。原則として年に1度、北東アジアのいずれかの国に集まり、諸問題について英語でディスカッションをしたり、議題に関係するフィールドトリップをしたりしている。

## 目的
SRTには次の3つの目的がある。
1. 相互理解：北東アジアの大学生に、忌憚なき意見の交換、それぞれの文化交流およびその他の活動によって、相互理解を深め、互いのつながりを強くするための機会を作ること。
2. 地域発信：毎年行われるSRTの開催で得られた相互理解などの貴重な経験を参加者内だけではなく、それぞれの地域社会に発信することによって、より多くに人々に北東アジアに対する興味を喚起すること。
3. 継承発展：毎年行われるSRTの活動を通して、形作られたパートナーシップを絶やすことなく、発展させていくこと。

## 組織構造
SRTは日本、韓国、モンゴル、台湾、大陸中国、ロシアにそれぞれ支部がある。SRT日本支部では代表の下に3つの班が活動している。
1. 渉外班：各国の参加者の募集、協賛・後援を担当。
2. 企画・運営班：1年に1度の開催における計画、進行、基金を担当。
3. 学術班：開催での議題について検討、また学内での勉強会を計画。

## 公式サイト
北東アジア学生ラウンドテーブル/Northeast Asia Student Round Table: https://jp.studentroundtable.org/